# Авиационный корпус СССР

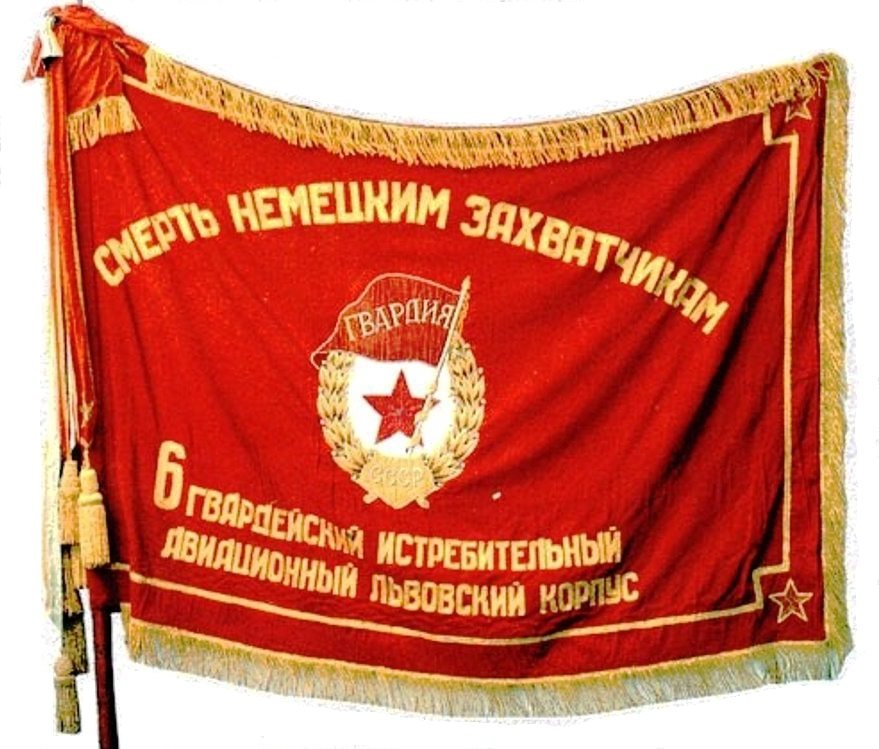
Гвардейское Боевое знамя 6-го гвардейского истребительного авиационного корпуса

Авиационный корпус — авиационное формирование (корпус), оперативно-тактическое соединение ВВС, предназначенное для решения оперативных (оперативно-тактических) задач самостоятельно и в составе авиационного объединения во взаимодействии с войсками (силами) и средствами других видов вооруженных сил (родов войск (сил) в операциях сухопутных войск и военно-морских сил.
Штатная должностная категория командира авиационного корпуса (ак) ВС Союза — генерал-лейтенант авиации.

## Выполняемые задачи
Авиационный корпус выполняет различные задачи в соответствии назначению рода (вида) авиации, к которому он относится.

## В составе
Авиационный корпус может быть отдельным или входить в состав авиационного объединения (воздушной армии) или иного (отдельной армии, армии ПВО, армии ВВС и ПВО, округа ПВО и так далее).
Авиационный корпус Фронтовой авиации, как правило, находился в составе резерва ставки ВГК. По решению ВГК авиационный корпус Фронтовой авиации передавался в оперативное подчинение командующему воздушной армии для наращивания мощи авиации на направлении главного удара.
Авиационный корпус Фронтовой авиации входил в состав ВА на основании приказа ВГК.
В авиации дальнего действия была создана 18-я воздушная армия, состоящая из авиационных корпусов и авиационных дивизий.

## Состав
Авиационный корпус состоит из управления (командование и штаб), нескольких авиационных соединений одного или различных родов авиации, а также отдельные части и подразделения обеспечения (разведки, связи, радиоэлектронной борьбы и др.).

## История создания
В советских ВВС авиационные корпуса впервые были созданы в 30-х гг.
Во время Великой Отечественной войны в составе Фронтовой авиации действовали бомбардировочные, штурмовые, истребительные и смешанные авиационные корпуса резерва ВГК и, по мере необходимости, они включались в состав Воздушных армий. Кроме того, существовали авиационные корпуса дальней авиации и истребительные авиационные корпуса ПВО.
Авиационный корпус обычно включал 2-3 авиационных дивизии и, в зависимости от рода авиации, насчитывал 200—300 самолётов (бомбардировочный авиационный корпус) или 250—375 самолётов (истребительный и штурмовой авиационные корпуса).
В ВВС иностранных армий во 2-й мировой войне также существовали авиационные корпуса, которые делились по родам авиации или были смешанными.

## Авиационные корпуса Фронтовой авиации
В ходе боевых действий стало очевидным, что иметь в составе одного фронта два крупных авиационных объединения (воздушная армия) нецелесообразно: возникло много серьёзных трудностей в вопросах организации взаимодействия и управления. Командование ВВС РККА пришло к выводу, что авиационным резервам ВГК надлежит быть не менее мощным, чем Воздушным армиям, но более мобильным и маневренным. По прибытии на фронт они должны свободно вписываться в сложившуюся новую структуру Воздушных армий фронтовой авиации и после выполнения задач выводиться из неё. Такой формой организации авиационных резервов ВГК оказался авиационный корпус.
Поэтому было принято решение на базе формируемых Воздушных армий РВГК, резервных и ударных авиационных групп создать авиационные корпуса.
Приказом НКО СССР от 10 сентября 1942 года было положено начало их формированию.
Авиационные корпуса позволяли командованию осуществлять широкий манёвр между фронтами и стратегическими направлениями, быстро создавать крупные авиационные группировки на важнейших направлениях, резко менять соотношение сил в воздухе и тем самым диктовать свою волю противнику. Авиационные резервы Ставки, входившие в состав Воздушных армий, использовались для:
- завоевания господства в воздухе,
- прорыва обороны противника,
- разгрома резервов противника,
- поддержки и прикрытия подвижных групп фронтов, действовавших в оперативной глубине, нередко в отрыве от главных сил фронта,
- выполнения других задач.

Авиационные корпуса состояли из двух-трёх авиационных дивизий, оснащённых новыми типами самолётов. Комплектование авиационных корпусов РВГК находилось под непосредственным контролем ЦК ВКП(б), ГКО, Ставки ВГК, Генерального штаба. О ходе их формирования и подготовки командование ВВС РККА докладывало руководителям партии и правительства, Верховному Главнокомандованию не реже одного раза в неделю.
К 1 октября 1942 года было создано три авиационных корпуса РВГК:
- 1-й истребительный[7],
- 1-й бомбардировочный[7],
- 1-й штурмовой[7].

К концу года сформировано и находилось на фронтах пять корпусов: два истребительных (1 и 2 иак) и три смешанных (1, 2 и 3 сак). Кроме того, формировалось и находилось в Резерве Ставки ВГК четыре авиакорпуса (3 и 4 иак, 3 шак и 3 бак). Первоначально авиационные корпуса РВГК были как однородные, так и смешанные. В ходе войны смешанные авиакорпуса переформировывались в однородные. Особенно интенсивно Особенно интенсивно формирование авиационных резервов ВГК проходило в 1943 году.
На 1 июля этого года на Западном, Брянском, Центральном, Воронежском, Юго-Западном, Южном и Северо-Кавказском фронтах имелось 18 авиационных корпусов РВГК и 4 авиакорпуса находилось в резерве Ставки.
Формирование авиационных корпусов РВГК продолжалось и в 1944—1945 гг.
Всего за годы войны было создано 30 однородных авиационных корпусов:
| бомбардировочных | 7  |
| штурмовых        | 11 |
| истребительных   | 12 |

Удельный вес авиации Резерва ВГК на фронтах на 12 декабря 1942 года составлял 25 %, на 1 июля 1943 года — 42 %, на 1 июня 1944 года — 50 % Проблема авиационных резервов была успешно решена. Авиационные корпуса РВГК явились в руках Ставки мощным средством усиления Воздушных армий фронтов. Маневрируя ими, командование создавало перевес в силах и в короткие сроки изменяло воздушную обстановку в свою пользу на главном стратегическом направлении.
Так, в период контрнаступления под Сталинградом в состав 8-й, 16-й и 17-й воздушных армий входило четыре авиационных корпуса РВГК.
На Кубани весной 1943 года в одной только 4-й воздушной армии было три авиакорпуса.
В контрнаступлении под Курском участвовало 19 авиакорпусов.
В Львовско-Сандомирской операции в составе 2-й воздушной армии было 9 авиакорпусов, а в Берлинской операции во 2-й, 4-й и 16-й воздушных армиях — 17 авиационных корпусов РВГК.
В связи с этим резко менялось и количество боевых самолётов. Если в начале контрнаступления под Москвой участвовало 1000 самолётов, то под Сталинградом — уже 1350, в контрнаступлении под Курском — свыше 4300, в Белорусской операции — около 5000, а в Берлинской — 7500. От общего количества самолётов воздушных армий, участвовавших в операциях, самолёты авиационных корпусов и отдельных авиационных дивизий РВГК составляли:
| в контрнаступлении под Курском | 61 % |
| в Белорусской операции         | 41 % |
| в Берлинской операции          | 51 % |

В 1942 году авиация ВВС РККА ежемесячно производила 48 тыс. самолёто-вылетов, в 1943 году — уже 56 тыс., в 1944 году — 68 тыс., а в 1945 году — 147 тыс. В 1943−1944 гг. на авиационные корпуса и отдельные авиационные дивизии РВГК приходилось 50−62 % самолёто-вылетов.
Командование ВВС придавало большое значение правильному использованию созданных авиационных корпусов.
29 марта 1943 года в директиве командующего ВВС РККА маршала авиации А. А. Новикова указывалось: «Авиационные корпуса РВГК, придаваемые в оперативное подчинение Воздушных армий, использовать только на направлениях главных ударов и ни в коем случае не допускать распыления их для одновременного поражения большого числа объектов и выполнения многих задач…»

### Истребительные авиационные корпуса Фронтовой авиации
Истребительные авиационные корпуса использовались главным образом для ведения борьбы за господство в воздухе и прикрытия войск и объектов тыла фронта.
В Курской битве непосредственное влияние на изменение воздушной обстановки оказал ввод в сражение истребительных корпусов РВГК. В первые дни наступления противник овладел инициативой в воздухе. Командиры 4-го, 5-го и 6-го истребительных авиакорпусов генерал-майоры авиации И. Д. Подгорный, Д. П. Галунов, А. Б. Юмашев руководили боевыми действиями с ПКП (передовые командные пункты). Производя нацеливание своих истребителей на бомбардировщиков противника и своевременно наращивая силы, они сумели добиться резкого перелома обстановки в воздухе. Противник стал нести большие потери и снизил свою активность. Инициатива перешла к советской авиации.
В Висло-Одерской операции главную группировку 1-го Белорусского фронта успешно прикрывали 3-й иак (командир генерал-лейтенант авиации Е. Я. Савицкий) и 6-й иак (командир генерал-майор авиации И. М. Дзусов).
В Берлинской операции борьба за удержание господства в воздухе и прикрытие главной группировки войск 1-го Белорусского фронта возлагалась на 3-й, 6-й, 13-й, 1-й гв. иак (командир 13-го иак генерал-майор авиации Б. А. Сиднев, 1-го гв. иак — генерал-лейтенант авиации Е. М. Белецкий), которые успешно справились с поставленной задачей. Большинство командиров истребительных авиационных корпусов (особенно Е. М. Белецкий, А. С. Благовещенский, С. П. Данилов, Г. А. Иванов, И. Д. Подгорный, Е. Я. Савицкий, Б. А. Сиднев, А. В. Утин) часто сами возглавляли боевой порядок соединения (группы самолётов).

### Бомбардировочные, штурмовые и смешанные авиационные корпуса Фронтовой авиации
Смешанные авиационные корпуса создавались в 1943 году с целью накопления резервов Ставки ВГК. По мере необходимости применялись для создания наиболее благоприятных условий при завоевании господства в воздухе. Все смешанные корпуса в течение 1943—1944 гг. были переформированы в корпуса однородного состава (штурмовые, истребительные и бомбардировочные). Исключение составил 18-й смешанный авиационный корпус, который применялся на Дальневосточном ТВД.
Бомбардировочные и штурмовые авиационные корпуса составляли главную ударную силу воздушной армии. Они также использовались на главных направлениях действий войск фронта.
В апреле 1945 года в штурме Кенигсберга, помимо трёх воздушных армий (1-я, 3-я, и 18-я ВА) и ВВС Краснознаменного Балтийского флота, участвовали 5-й гвардейский и 5-й бомбардировочный авиационные корпуса (командиры генерал-лейтенант авиации В. А. Ушаков и генерал-майор авиации М. X. Борисенко) из состава соседних 15-й и 4-й Воздушных армий. Массированное использование авиации помогло войскам 3-го Белорусского фронта в течение нескольких суток разгромить и пленить 130-тысячную кенигсбергскую группировку противника. В Берлинской операции только 1-ю гвардейскую танковую армию 1-го Белорусского фронта поддерживали с воздуха 9-й штурмовой и 6-й гвардейский бомбардировочный авиакорпуса (командиры генерал-майор авиации И. В. Крупский и полковник Д. Т. Никишин).

«В первую очередь мне хочется отметить боевую работу частей и подразделений 1-го и 2-го гвардейских штурмовых авиакорпусов» (командиры генерал-лейтенант авиации В. Г. Рязанов и генерал-майор авиации С. В. Слюсарев). Это они, когда фашисты прижимали огнём артиллерии нашу пехоту к земле, своими мощными ударами заставляли замолчать орудия противника. Советская пехота снова поднималась в атаку и быстро овладевала этими сильными узлами обороны на первой полосе.— Главный маршал авиации А. А. Новиков, координировавший действия всех сил авиации в Берлинской операции, пишет в своих воспоминаниях
17 апреля 1945 года для прикрытия, поддержки и сопровождения вводимых в сражение 3-й и 4-й гвардейских танковых армий 1-го Украинского фронта было выделено шесть из восьми авиакорпусов: два бомбардировочных, два штурмовых и два истребительных. Эти примеры показывают большую роль авиационных корпусов РВГК, придаваемых Воздушным армиям на период осуществления операций сухопутных войск.
В годы войны выросли талантливые генералы и офицеры, умело руководившие авиационными корпусами штурмовой авиации. Среди них генералы: Г. Ф. Байдуков, М. И. Горлаченко, И. В. Крупский, Н. П. Каманин, В. В. Нанейшвили, Б. К. Токарев, О. В, Толстиков, В. Г. Рязанов, С. В. Слюсарев, В. В. Степичев, В. М. Филин. Так, лётчики 1-го гвардейского штурмового авиационного корпуса дважды Героя Советского Союза генерал-лейтенанта авиации В. Г. Рязанова, которым он командовал с начала его формирования, за годы войны совершили 28270 боевых вылетов, сбросили на врага 11 тыс. т бомб, уничтожили сотни танков, автомашин, самолётов, орудий и другой военной техники. Особенно отличился 1-й гвардейский штурмовой авиакорпус в Берлинской операции, где авиаторы оказали исключительно большую помощь 4-й гвардейской танковой армии, прорывавшей оборону противника на южной окраине столицы Германии. Корпусу было присвоено наименование «Берлинский» и Указом Президиума Верховного Совета СССР он был награждён орденом Кутузова II степени.
Бомбардировочные авиационные корпуса РВГК в ходе войны сыграли большую роль в уничтожении вражеских самолётов на аэродромах, в борьбе с оперативными перевозками и резервами противника, при разрушении его долговременных укреплений, мощных узлов сопротивления и т. д.
Длительное время командовали бомбардировочными корпусами генералы П. П. Архангельский, М. X. Борисенко, А. 3. Каравацкий, И. С. Полбин, И. П. Скок, Г. Н. Тупиков, И. Л. Туркель, В. А. Ушаков и др.
Особо отличился в ходе войны 6-й гвардейский бомбардировочный корпус генерал-майора авиации И. С. Полбина. Он освоил метод снайперских бомбовых ударов с пикирования по малоразмерным целям ещё в 1942 году и обучил этому лётчиков подчинённых ему полков и дивизий.

## Перечень авиационных корпусовФронтовой авиации

### Гвардейские авиационные корпуса

#### Гвардейские истребительные авиационные корпуса
| Корпус                                            | Почетное наименование | До присвоения (переименования)        | Дата присвоения (переименования) |
| ------------------------------------------------- | --------------------- | ------------------------------------- | -------------------------------- |
| 1-й гвардейский истребительный авиационный корпус | Минский               | 1-й истребительный авиационный корпус | 18.03.1943                       |
| 3-й гвардейский истребительный авиационный корпус | Ясский                | 4-й истребительный авиационный корпус | 02.07.1944                       |
| 6-й гвардейский истребительный авиационный корпус | Львовский             | 7-й истребительный авиационный корпус | 27.10.1944                       |

#### Гвардейские смешанные авиационные корпуса
| Корпус                                       | Почетное наименование | До присвоения (переименования)   | Дата присвоения (переименования) |
| -------------------------------------------- | --------------------- | -------------------------------- | -------------------------------- |
| 1-й гвардейский смешанный авиационный корпус | Владимир-Волынский    | 3-й смешанный авиационный корпус | 24.08.1943                       |

#### Гвардейские штурмовые авиационные корпуса
| Корпус                                       | Почетное наименование    | До присвоения (переименования)               | Дата присвоения (переименования) |
| -------------------------------------------- | ------------------------ | -------------------------------------------- | -------------------------------- |
| 1-й гвардейский штурмовой авиационный корпус | Кировоградско-Берлинский | 1-й штурмовой авиационный корпус             | 05.02.1944                       |
| 2-й гвардейский штурмовой авиационный корпус | Владимир-Волынский       | 1-й гвардейский смешанный авиационный корпус | 28.09.1944                       |
| 3-й гвардейский штурмовой авиационный корпус | Смоленско-Будапештский   | 2-й штурмовой авиационный корпус             | 27.10.1944                       |

#### Гвардейские бомбардировочные авиационные корпуса
| Корпус                                                                     | Почетное наименование | До присвоения (переименования)                                             | Дата присвоения (переименования) |
| -------------------------------------------------------------------------- | --------------------- | -------------------------------------------------------------------------- | -------------------------------- |
| 1-й гвардейский бомбардировочный авиационный корпус (первого формирования) | Витебский             | 2-й бомбардировочный авиационный корпус                                    | 03.09.1943                       |
| 2-й гвардейский бомбардировочный авиационный корпус (первого формирования) | Львовский             | 1-й бомбардировочный авиационный корпус                                    | 05.02.1944                       |
| 5-й гвардейский бомбардировочный авиационный корпус                        | Витебский             | 1-й гвардейский бомбардировочный авиационный корпус (первого формирования) | 26.12.1944                       |
| 6-й гвардейский бомбардировочный авиационный корпус                        | Львовский             | 2-й гвардейский бомбардировочный авиационный корпус (первого формирования) | 26.12.1944                       |

### Авиационные корпуса Фронтовой авиации

#### Истребительные авиационные корпуса Фронтовой авиации
Всего в системе Фронтовой авиации было сформировано двенадцать истребительных авиационных корпусов:

| - 1-й истребительный авиационный корпус, - 2-й истребительный Оршанский Краснознаменный ордена Суворова авиационный корпус, - 3-й истребительный Никопольский орденов Суворова и Кутузова авиационный корпус, - 4-й истребительный авиационный корпус, - 5-й истребительный Львовский Краснознаменный авиационный корпус, - 6-й истребительный Барановичский ордена Суворова авиационный корпус, | - 7-й истребительный Львовский авиационный корпус, - 8-й истребительный Бобруйский Краснознаменный авиационный корпус, - 10-й истребительный Сталинградский ордена Богдана Хмельницкого авиационный корпус, - 11-й истребительный Кенигсбергский авиационный корпус, - 13-й истребительный Седлецкий Краснознаменный авиационный корпус, - 14-й истребительный Рижский авиационный корпус. |

#### Штурмовые авиационные корпуса Фронтовой авиации
- 1-й штурмовой Кировоградский авиационный корпус[7]
- 2-й штурмовой Смоленский Краснознаменный авиационный корпус[22]
- 3-й штурмовой Минский ордена Кутузова авиационный корпус
- 4-й штурмовой авиационный корпус[30]
- 5-й штурмовой Винницкий Краснознаменный орденов Кутузова и Богдана Хмельницкого авиационный корпус[31]
- 6-й штурмовой Люблинский Краснознаменный авиационный корпус
- 7-й штурмовой Севастопольский авиационный корпус[31]
- 8-й штурмовой Львовский авиационный корпус
- 9-й штурмовой Лодзинский Краснознаменный авиационный корпус[29]
- 10-й штурмовой Одесско-Венский авиационный корпус[29]

#### Бомбардировочные авиационные корпуса Фронтовой авиации
- 9-й гвардейский бомбардировочный авиационный корпус
- 1-й бомбардировочный авиационный корпус[7]
- 2-й бомбардировочный авиационный корпус[32]
- 3-й бомбардировочный Бобруйско-Берлинский ордена Суворова авиационный корпус[32]
- 4-й бомбардировочный Львовский Краснознаменный ордена Суворова авиационный корпус (переформирован из 7-го смешанного авиационного корпуса)
- 5-й бомбардировочный Люблинский Краснознаменный авиационный корпус (переформирован из 6-го смешанного авиационного корпуса)
- 6-й Донбасский бомбардировочный авиационный корпус (сформирован на базе 6-го авиационного корпуса дальнего действия)
- 7-й Хинганский бомбардировочный авиационный корпус
- 11-й Орловский бомбардировочный авиационный корпус (переформирован из 5-го Орловского авиационного корпуса дальнего действия[33]
- 19-й бомбардировочный авиационный корпус сформирован на базе управления 8-го Смоленского авиационного корпуса дальнего действия, после окончания войны с Японией был реорганизован и опять получил наименование 8-й Смоленский авиационный корпус дальнего действия)

#### Смешанные авиационные корпуса Фронтовой авиации
- 1-й смешанный авиационный корпус (переформирован в 9-й штурмовой авиационный корпус)
- 2-й смешанный Сталинградский авиационный корпус (переформирован в 10-й истребительный авиационный корпус)
- 3-й смешанный авиационный корпус (преобразован в 1-й гвардейский смешанный авиационный корпус)
- 4-й смешанный авиационный корпус[10] (обращен на формирование 8-го истребительного авиационного корпуса[26])
- 5-й смешанный авиационный корпус[10] (обращен на формирование 7-го истребительного авиационного корпуса)
- 6-й смешанный Люблинский Краснознаменный авиационный корпус[10](переформирован в 5-й бомбардировочный авиационный корпус)
- 7-й смешанный авиационный корпус[10] (переформирован в 4-й бомбардировочный авиационный корпус)
- 8-й смешанный авиационный корпус[10] (переформирован в 5-й штурмовой авиационный корпус[31])
- 9-й смешанный Одесский авиационный корпус[10] (переформирован в 10-й штурмовой авиационный корпус)
- 10-й смешанный авиационный корпус[10] (переформирован в 7-й штурмовой авиационный корпус)
- 11-й смешанный авиационный корпус (переформирован в 14-й истребительный авиационный корпус[29])
- 18-й авиационный корпус (18-й смешанный авиационный корпус) (переформирован в 53-й смешанный авиационный корпус)

## Авиационные корпусаДальней бомбардировочной авиациииАвиации дальнего действия

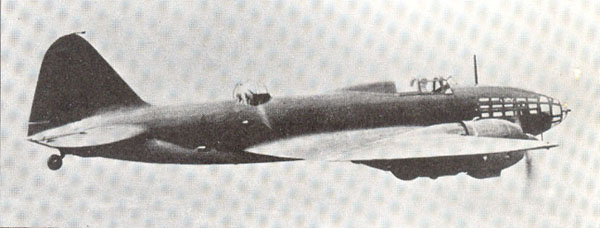
основной самолет дальней авиации Ил-4

Авиационный корпус Дальней бомбардировочной авиации и Авиации дальнего действия создавался для выполнения задач по нанесению массированных бомбовых ударов по наиболее важным и удалённым объектам противника, имеющим стратегическое значение.
Часть авиационных корпусов была объединена в декабре 1944 года в 18-ю Воздушную армию.
Основную ударную мощь авиационных полков 18-й воздушной армии составляли советские дальние бомбардировщики Ил-4 и американские B-25.

## Перечень авиационных корпусовДальней бомбардировочной авиациииАвиации дальнего действия

### Гвардейские авиационные корпуса дальней бомбардировочной авиации, авиации дальнего действия
| Корпус                                                                   | До присвоения (переименования)                                                 | Дата присвоения (переименования) |
| ------------------------------------------------------------------------ | ------------------------------------------------------------------------------ | -------------------------------- |
| 1-й гвардейский Смоленско-Берлинский бомбардировочный авиационный корпус | 1-й гвардейский Смоленский авиационный корпус дальнего действия                | 31.12.1944                       |
| 2-й гвардейский Брянский бомбардировочный авиационный корпус             | 2-й гвардейский Брянский бомбардировочный авиационный корпус дальнего действия | 17.01.1945                       |
| 3-й гвардейский Сталинградский бомбардировочный авиационный корпус       | 7-й Брянский авиационный корпус дальнего действия                              | 23.12.1944                       |
| расформирован                                                            | 3-й гвардейский Сталинградский авиационный корпус дальнего действия            | 23.12.1944                       |
| 4-й гвардейский Гомельский бомбардировочный авиационный корпус           | 4-й гвардейский Гомельский авиационный корпус дальнего действия                | 29.12.1944                       |
| 9-й гвардейский бомбардировочный авиационный корпус                      | 9-й гвардейский авиационный корпус Воздушно-десантных войск                    | 26.12.1944                       |

### Авиационные корпуса дальней бомбардировочной авиации, авиации дальнего действия

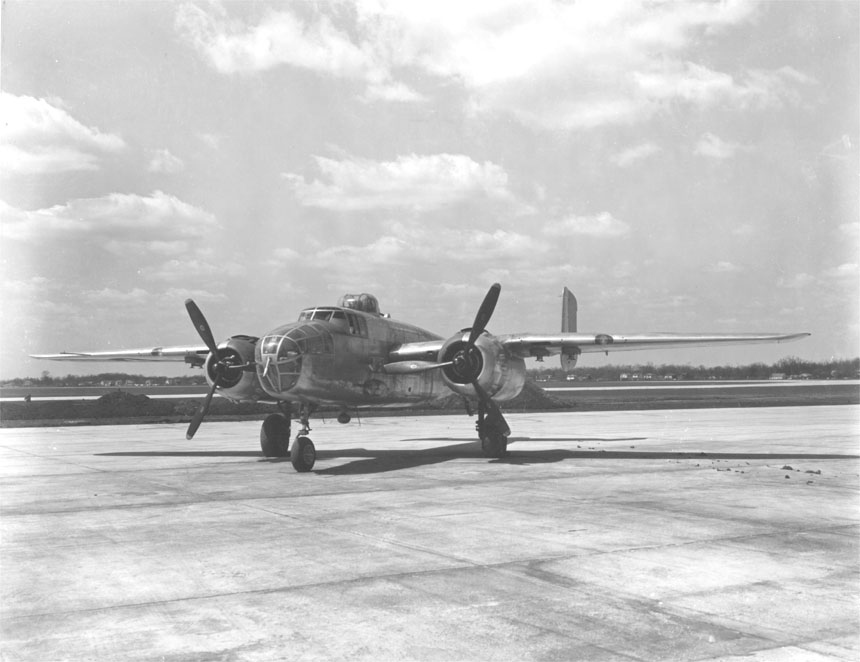
Основной самолет дальней авиации B-25

- 1-й авиационный корпус дальней бомбардировочной авиации[41] (Расформирован 18.08.41 г)
- 2-й авиационный корпус дальней бомбардировочной авиации[41] (Расформирован 18.08.41 г)
- 3-й авиационный корпус дальней бомбардировочной авиации[41] (Расформирован 18.08.41 г)
- 4-й авиационный корпус дальней бомбардировочной авиации[41] (Расформирован 18.08.41 г)
- 5-й авиационный корпус дальней бомбардировочной авиации[41] (Расформирован 18.08.41 г)
- 5-й Орловский авиационный корпус дальнего действия (переименован в 11-й Орловский бомбардировочный авиационный корпус)[35]
- 6-й Донбасский авиационный корпус дальнего действия[42]
- 7-й Брянский авиационный корпус дальнего действия
- 8-й Смоленский авиационный корпус дальнего действия (дивизии переданы в 1-й гв. бак, штаб прибыл на Дальневосточный ТВД для формирования нового соединения — 19-й бомбардировочный авиационный корпус, который сформирован на базе управления 8-го Смоленского авиационного корпуса дальнего действия, после окончания войны с Японией был реорганизован и опять получил наименование 8-й Смоленский авиационный корпус дальнего действия)

## Авиационные корпуса ПВО страны
Основой авиации ПВО страны были истребительные авиационные полки ПВО, которые были сведены в истребительные авиационные дивизии и те, в свою очередь, в авиационные корпуса.
Создание авиационных корпусов ПВО началось накануне войны, на основе Приказа Наркома Обороны № 0041 от 19.06.1941 г., которым было предписано создание 6-го, 7-го , 8-го авиационных корпусов ПВО на основе истребительных авиационных дивизий.
Авиационные корпуса ПВО страны применялись для выполнения задач защиты воздушного пространства страны над особо охраняемыми территориальными зонами ПВО.

## Перечень авиационных корпусов ПВО страны

#### Гвардейский истребительный авиационный корпус ПВО
| Корпус                                                | Почетное наименование | До присвоения (переименования)            | Дата присвоения (переименования) |
| ----------------------------------------------------- | --------------------- | ----------------------------------------- | -------------------------------- |
| 2-й гвардейский истребительный авиационный корпус ПВО | Ленинградский         | 7-й истребительный авиационный корпус ПВО | 07.07.1943                       |

#### Истребительные авиационные корпуса ПВО
- 6-й истребительный авиационный корпус ПВО (Московский);
- 7-й истребительный авиационный корпус ПВО (Ленинградский) — переименован во 2-й гвардейский истребительный авиационный корпус ПВО;
- 8-й истребительный авиационный корпус ПВО (Бакинский);
- 9-й Воронежский истребительный авиационный корпус ПВО;
- 10-й Ростовский истребительный авиационный корпус ПВО;

### Послевоенный период
В составе ПВО страны были сформированы новые и переформированы существующие истребительные авиационные корпуса:
- 2-й гвардейский истребительный авиационный корпус ПВО — Ленинградский гвардейский истребительный авиационный корпус ПВО;
- 72-й гвардейский истребительный авиационный корпус ПВО (Красноводск, Туркмения);
- 1-й истребительный авиационный корпус ПВО — 50-й истребительный авиационный корпус ПВО (с 20.02.1949 г., Хабаровск), в состав корпуса вошла истребительная авиация Приморской, Приамурской и Дальневосточной армий ПВО;
- 6-й истребительный авиационный корпус ПВО — Московский истребительный авиационный корпус ПВО;
- 8-й истребительный авиационный корпус ПВО — Бакинский истребительный авиационный корпус ПВО;
- 9-й Воронежский истребительный авиационный корпус ПВО (переформирован 05.02.1946 г., преемник — 120-я истребительная авиационная Воронежская дивизия ПВО;
- 10-й Ростовский истребительный авиационный корпус ПВО (переформирован 24.01.1946 г., преемник — 121-я истребительная авиационная Ростовская дивизия ПВО;
- 13-й истребительный авиационный корпус ПВО (Вильнюс);
- 16-й истребительный авиационный корпус ПВО (Киев, до 03.07.1954 г., расформирован);
- 31-й истребительный авиационный корпус ПВО (Ярославль) — 56-й истребительный авиационный корпус ПВО (с 20.02.1949 г.);
- 32-й истребительный авиационный корпус ПВО (Брянск) — 78-й истребительный авиационный корпус ПВО (с 20.02.1949 г.);
- 33-й истребительный авиационный корпус ПВО (Москва, Ржев) — 88-й истребительный авиационный корпус ПВО (с 20.02.1949 г.);
- 36-й истребительный авиационный корпус ПВО (Кировабад, Азербайджан);
- 37-й истребительный авиационный корпус ПВО (Моршанск, Тамбовская область);
- 49-й истребительный авиационный корпус ПВО (Свердловск, до 20.04.1960 г.,переформирован в 20-й корпус ПВО);
- 52-й истребительный авиационный корпус ПВО (Саки, Крым)
- 54-й истребительный авиационный корпус ПВО (Чита);
- 55-й истребительный авиационный корпус ПВО;
- 56-й истребительный авиационный корпус ПВО (Ярославль) — 31-й истребительный авиационный корпус ПВО (до 20.02.1949 г., переформирован в 3-й корпус ПВО 01.04.1960 г.);
- 62-й истребительный авиационный корпус ПВО (Баку, Азербайджан);
- 64-й истребительный авиационный корпус ПВО (Мукден (КНР) / г. Аньдун (КНР), с сентября 1953 года — Петрозаводск);
- 65-й истребительный авиационный корпус ПВО (Уссурийск);
- 78-й истребительный авиационный корпус ПВО (Брянск) — 32-й истребительный авиационный корпус ПВО (до 20.02.1949 г., переформирован в 7-й корпус ПВО 01.04.1960 г.);
- 88-й истребительный авиационный корпус ПВО (Москва, Ржев) — 33-й истребительный авиационный корпус ПВО (до 20.02.1949 г., переформирован во 2-й корпус ПВО 01.04.1960 г.);

## Авиационные корпуса, переформированные из воздушных армий
- 56-й смешанный авиационный корпус — переформирован из 49-й воздушной армии 1 июня 1989 года в связи с сокращениями ВВС СССР. В состав вошли соединения и части бывшей 49-й воздушной армии. С 1 января 1992 года перешёл под юрисдикцию ВВС Узбекистана[43].

## Авиационные корпуса в локальных войнах
- Авиация в Корейской войне была сведена в 64-й истребительный авиационный корпус, именовавшийся также как 64-й истребительный авиационный корпус ПВО.
- Авиация в Войне в Афганистане (1979—1989) была сведена в 34-й смешанный авиационный корпус